# Marko Barać
Marko Barać (in serbo Марко Бараћ?; Belgrado, 18 marzo 1989) è un allenatore di pallacanestro serbo.